# Orla Møller
Orla Reinhardt Møller (7. maj 1916 i Feldballe – 14. februar 1979 i Øster Kippinge) var en dansk politiker (Socialdemokratiet) og minister.
Orla Møller var uddannet cand.theol. i 1940. Han blev medlem af Folketinget første gang i 1964.
Han blev minister første gang, da han blev kirkeminister i Regeringen Jens Otto Krag II fra 28. november 1966 til 2. februar 1968. Han var forsvarsminister i Regeringen Anker Jørgensen I fra 27. september 1973 til 6. december 1973 og forsvars- og justitsminister i Regeringen Anker Jørgensen II fra 13. februar 1975 til 1. oktober 1977.
Orla Møller var justitsminister i en periode, hvor fremtiden for Fristaden Christiania blev diskuteret politisk og i medierne. Møller var ved sin tiltræden stemt for en lukning af Christiania og ytrede sig offentligt herom i håndfaste vendinger. Han var justitsminister, da et bredt flertal i Folketinget med et beslutningsforslag fra Fremskridtspartiet pålagde regeringen af foranledige Christiania rømmet. Rømningen blev dog aldrig effektueret, trods højesterets dom i februar 1978 om rømning af området.
Orla Møller var endvidere forsvarsminister, da Danmark i 1975 traf beslutning om indkøb af 58 F-16-fly i det, der blev kaldt "århundredets våbenhandel".